# Patereccio

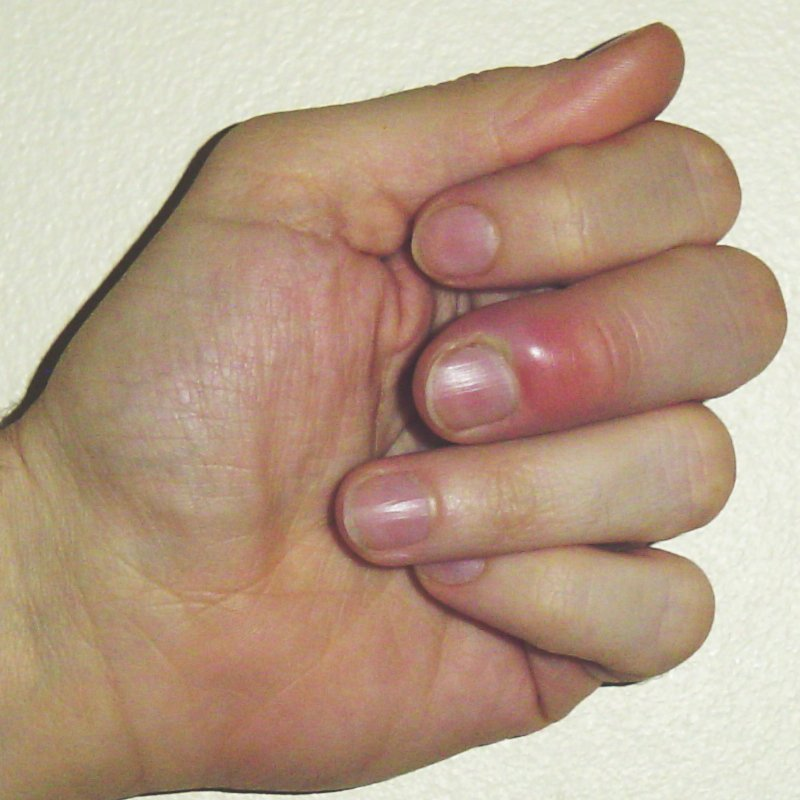
Patereccio a un dito della mano

Un patereccio è un processo suppurativo e infiammatorio delle estremità delle dita, causato da stafilococchi, streptococchi e/o escherichia coli, trasportati generalmente con la propria saliva o penetrati attraverso piccole ferite con schegge e punture.

## Classificazione
Possono distinguersi tre tipi: superficiale, sottocutaneo e profondo.

### Patereccio superficiale
Chiamato anche "giradito", si ha quando l'essudato di origine infiammatoria riesce a staccare gli strati epidermici con produzione di flittene che interessa al più una o due falangi di un dito.

### Patereccio sottocutaneo
Si ha quando il processo infiammatorio oltre ad interessare un intero dito, si propaga ai tessuti periungueali e sottoungueali con distruzione della materia cornea dell'unghia.

### Patereccio profondo
Sono quelle infiammazioni che riescono a raggiungere i tendini e il tessuto osseo. Se non curate risalgono facilmente le guaine dei tendini, producendo gravi alterazioni della funzionalità della mano.